# Temelucha rufescens
Temelucha rufescens är en stekelart som beskrevs av Dasch 1979. Temelucha rufescens ingår i släktet Temelucha och familjen brokparasitsteklar. Inga underarter finns listade i Catalogue of Life.